# Soyata
Soyata är en ort i Mexiko.   Den ligger i kommunen San Andrés Tuxtla och delstaten Veracruz, i den sydöstra delen av landet, 400 km öster om huvudstaden Mexico City. Soyata ligger 86 meter över havet och antalet invånare är 1 168.
Terrängen runt Soyata är platt åt sydväst, men åt nordost är den kuperad. Runt Soyata är det ganska tätbefolkat, med 111 invånare per kvadratkilometer. Närmaste större samhälle är San Andres Tuxtla, 11,5 km nordost om Soyata. Omgivningarna runt Soyata är en mosaik av jordbruksmark och naturlig växtlighet.